# Chung kết UEFA Champions League 2015
Chung kết UEFA Champions League 2015 là trận đấu cuối cùng của mùa giải Champions League 2014-2015, mùa thứ 60 của giải đấu bóng đá quy tụ tất cả các câu lạc bộ châu Âu và mùa giải thứ 23 kể từ khi được đổi tên thành Cúp các đội vô địch bóng đá quốc gia châu Âu, UEFA Champions League. Trận đấu diễn ra vào ngày 6 tháng 6 năm 2015 (7 tháng 6 theo giờ Việt Nam), kết quả là Barcelona thắng Juventus 3-1 để đưa thêm chiếc cúp vô địch thứ năm của giải đấu này vào phòng truyền thống của họ.

## Đường đến chung kết
Chú ý: C là sân nhà và K là sân khách.
| Đội             | ST | Đ  |
| --------------- | -- | -- |
| Atlético Madrid | 6  | 13 |
| Juventus        | 6  | 11 |
| Olympiacos      | 6  | 9  |
| Malmö FF        | 6  | 3  |

| Đội       | ST | Đ  |
| --------- | -- | -- |
| Barcelona | 6  | 15 |
| PSG       | 6  | 13 |
| Ajax      | 6  | 5  |
| APOEL     | 6  | 1  |

## Kết quả trận đấu

### Kết quả chính
| Juventus   | 1–3    | Barcelona                              |
| ---------- | ------ | -------------------------------------- |
| Morata 55' | Report | Rakitić 4' · Suárez 68' · Neymar 90+7' |

### Đội hình
| Juventus | Barcelona |

| GK                   | 1  | Gianluigi Buffon (c) |     |     |
| RB                   | 26 | Stephan Lichtsteiner |     |     |
| CB                   | 15 | Andrea Barzagli      |     |     |
| CB                   | 19 | Leonardo Bonucci     |     |     |
| LB                   | 33 | Patrice Evra         |     | 89' |
| DM                   | 21 | Andrea Pirlo         |     |     |
| CM                   | 8  | Claudio Marchisio    |     |     |
| CM                   | 6  | Paul Pogba           | 41' |     |
| AM                   | 23 | Arturo Vidal         | 11' | 79' |
| CF                   | 10 | Carlos Tevez         |     |     |
| CF                   | 9  | Álvaro Morata        |     | 85' |
| Dự bị:               |    |                      |     |     |
| GK                   | 30 | Marco Storari        |     |     |
| DF                   | 5  | Angelo Ogbonna       |     |     |
| MF                   | 11 | Kingsley Coman       |     | 89' |
| MF                   | 20 | Simone Padoin        |     |     |
| MF                   | 37 | Roberto Pereyra      |     | 79' |
| MF                   | 27 | Stefano Sturaro      |     |     |
| FW                   | 14 | Fernando Llorente    |     | 85' |
| Huấn luyện viên:     |    |                      |     |     |
| Massimiliano Allegri |    |                      |     |     |

| GK               | 1  | Marc-André ter Stegen |     |       |
| RB               | 22 | Dani Alves            |     |       |
| CB               | 3  | Gerard Piqué          |     |       |
| CB               | 14 | Javier Mascherano     |     |       |
| LB               | 18 | Jordi Alba            |     |       |
| CM               | 4  | Ivan Rakitić          |     | 90+1' |
| DM               | 5  | Sergio Busquets       |     |       |
| CM               | 8  | Andrés Iniesta (c)    |     | 78'   |
| RW               | 10 | Lionel Messi          |     |       |
| CF               | 9  | Luis Suárez           | 70' | 90+6' |
| LW               | 11 | Neymar                |     |       |
| Dự bị:           |    |                       |     |       |
| GK               | 13 | Claudio Bravo         |     |       |
| DF               | 15 | Marc Bartra           |     |       |
| DF               | 21 | Adriano               |     |       |
| DF               | 24 | Jérémy Mathieu        |     | 90+1' |
| MF               | 6  | Xavi                  |     | 78'   |
| MF               | 12 | Rafinha               |     |       |
| FW               | 7  | Pedro                 |     | 90+6' |
| Huấn luyện viên: |    |                       |     |       |
| Luis Enrique     |    |                       |     |       |

### Cầu thủ, trọng tài
| Cầu thủ xuất sắc nhất trận: Andrés Iniesta (Barcelona) Trọng tài chính: Bahattin Duran (Thổ Nhĩ Kỳ) Tarık Ongun (Thổ Nhĩ Kỳ) Trọng tài thứ tư: Jonas Eriksson (Thụy Điển) Trọng tài biên: Hüseyin Göçek (Thổ Nhĩ Kỳ) Barış Şimşek (Thổ Nhĩ Kỳ) Trọng tài khác: Mustafa Emre Eyisoy (Thổ Nhĩ Kỳ) | Luật - 90 phút chính thức. - 30 hiệp phụ nếu hòa. - Đá luân lưu 11 mét nếu vẫn hòa trong hiệp phụ. - 7 cầu thủ trên băng ghế dự bị, 3 quyền thay người. |

### Thống kê
| Thống kê       | Juventus | Barcelona |
| -------------- | -------- | --------- |
| Bàn thắng      | 0        | 1         |
| Sút bóng       | 5        | 8         |
| Sút cầu môn    | 1        | 4         |
| Save           | 3        | 1         |
| Kiểm soát bóng | 34%      | 66%       |
| Phạt góc       | 3        | 3         |
| Lỗi            | 15       | 4         |
| Việt vị        | 0        | 0         |
| Thẻ vàng       | 2        | 0         |
| Thẻ đỏ         | 0        | 0         |

| Thống kê       | Juventus | Barcelona |
| -------------- | -------- | --------- |
| Bàn thắng      | 1        | 2         |
| Sút bóng       | 9        | 10        |
| Sút cầu môn    | 5        | 4         |
| Saves          | 2        | 4         |
| Kiểm soát bóng | 44%      | 56%       |
| Phạt góc       | 5        | 3         |
| Lỗi            | 9        | 8         |
| Việt vị        | 1        | 0         |
| Thẻ vàng       | 0        | 1         |
| Thẻ đỏ         | 0        | 0         |

| Thống kê       | Juventus | Barcelona |
| -------------- | -------- | --------- |
| Bàn thắng      | 1        | 3         |
| Sút bóng       | 14       | 18        |
| Sút cầu môn    | 6        | 8         |
| Saves          | 5        | 5         |
| Kiểm soát bóng | 39%      | 61%       |
| Phạt góc       | 8        | 6         |
| Lỗi            | 24       | 12        |
| Việt vị        | 1        | 0         |
| Thẻ vàng       | 2        | 1         |
| Thẻ đỏ         | 0        | 0         |